# Euchelus guttarosea
Euchelus guttarosea är en snäckart som beskrevs av Dall 1889. Euchelus guttarosea ingår i släktet Euchelus och familjen pärlemorsnäckor. Inga underarter finns listade i Catalogue of Life.